# Enoch Albertí i Rovira
Enoch Albertí i Rovira (Vilafranca del Penedès, Alt Penedès, 1958) és un advocat català i president del Consell de Garanties Estatutàries de Catalunya des del juny de 2025. Va ser membre del Consell Assessor per a la Transició Nacional.
Llicenciat en Dret per la Universitat de Barcelona (1981), va ampliar estudis a la Universitat de Bielefeld, RFA (1982-1984). Doctor en Dret per la Universitat de Barcelona (1985). Catedràtic de Dret Constitucional a la Universitat de Barcelona, des de 1992. Director del Grup de Recerca "Grup d'Estudis Constitucionals i Europeus" (des de 1996), reconegut com a grup de recerca consolidat per la Generalitat de Catalunya. Col·laborador des de 1992 del Group d'Etudes et de Recherches sur la Justice Constitutionnelle, d'Aix-en-Provence i de Marsella. Professor visitant en l'European Law Research Center de la Law School de la Universitat Harvard (EUA), durant el curs 2003-2004. Degà de la Facultat de Dret de la Universitat de Barcelona, des de març de 2008. Ha publicat diversos llibres i articles sobre organització territorial, constitució econòmica, drets fonamentals i integració europea, en editorials i revistes espanyoles i estrangeres. Ha participat en diversos projectes de recerca, com a director i col·laborador, finançats per entitats públiques i privades. Forma part del consell acadèmic de diverses revistes acadèmiques.
Ha estat cridat com a expert per comparèixer davant el Parlament de Catalunya, el Senat Espanyol, la Comissió Mixta Congrés-Senat per a la Unió Europea i altres institucions.

## Premis i reconeixements
Ha obtingut el Premi Nicolás Pérez Serrano per a tesis doctorals, del Centre d'Estudis Constitucionals (1986); a França, la Medalla de Plata Robert Schumann, a proposta de la Fundació FVS d'Hamburg, RFA (1988); i la Medalla d'Honor al Mèrit de la Guàrdia Urbana, categoria d'argent, atorgada per l'Ajuntament de Barcelona (2013).